# 艾哈邁德·舒楷利
艾哈邁德‧馬晨‧舒楷利（阿拉伯語：‎，1973年7月19日—），生於沙烏地阿拉伯吉達， 是沙特阿拉伯的一個媒體人以及節目“Yalla Shabab”的前主持人。他以電視節目Khawater而出名。

## 經歷
舒楷利出生於沙特阿拉伯的吉達市。從吉達的Minarat高中畢業後，他去了美國並取得了管理系統的學士學位，並在柏克萊加州大學獲得工商管理碩士學位。
2010年，他回到沙特阿拉伯並開始了自己的事業。
艾哈邁德‧舒楷利結果兩次婚。他跟第一人妻子離婚後，與第二任妻子露拉‧德詩莎（‎）結了婚。後者是他的電視節目Khawater的服裝設計師。他們有了兩個孩子，叫做易卜拉欣‧舒楷利和優素福‧舒楷利。

## 事業
他在2002年開始媒體生涯。先是主持“Yalla Shabab”，然後在MBC主持節目“與謝赫哈姆扎‧優素福旅遊”。現在主持節目Khawater。今年Khawater已經播到第十季了，他也因此得到了觀眾的廣泛認可。

## 出版物
他的出版物有：
- Khawater書籍，這基本上在出版的書籍中包含Khawater電視節目的內容。
- Khawater日本，指的是與日本有關的Khawater第5季。
- 我與甘地的旅行，在此書中他談論了自己的經歷。

## 評價
阿聯酋的20青年（‎）雜誌將他評為阿拉伯世界最具影響力的人之首。
他還在約旦舉辦的第三屆青年媒體論壇中獲得了最佳青年媒體人，而且根據阿拉伯商业杂志雜誌的一項調查，他在500個最具影響力的阿拉伯人中排名第143位。

## 外部連結
- 艾哈邁德‧舒楷利在Facebook. （页面存档备份，存于）
- 艾哈邁德‧舒楷利在Twitter. （页面存档备份，存于）
- 艾哈邁德‧舒楷利在Youtube. （页面存档备份，存于）
- 五百個最具影響力的阿拉伯人（阿拉伯語）。